# Urška Pribošič
Urška Pribošič (ur. 26 lipca 1990) – słoweńska snowbordzistka specjalizująca się w big air i slopestyle’u, olimpijka z Pekinu 2022, wicemistrzyni świata juniorów.

## Udział w zawodach międzynarodowych
| Impreza                     | Rok  | Gospodarz     | Konkurencja | Miejsce |                      |      |       |         |     |
| --------------------------- | ---- | ------------- | ----------- | ------- | -------------------- | ---- | ----- | ------- | --- |
| Impreza                     | Rok  | Gospodarz     | Konkurencja | Miejsce | Igrzyska olimpijskie | 2022 | Pekin | big air | 18. |
| slopestyle                  | 24.  |               |             |         | Igrzyska olimpijskie | 2022 | Pekin |         |     |
| Mistrzostwa świata          | 2013 | Stoneham      | slopestyle  | 26.     |                      |      |       |         |     |
| Mistrzostwa świata          | 2015 | Kreischberg   | big air     | 6.      |                      |      |       |         |     |
| Mistrzostwa świata          | 2015 | Kreischberg   | slopestyle  | 16.     |                      |      |       |         |     |
| Mistrzostwa świata          | 2017 | Sierra Nevada | big air     | 32.     |                      |      |       |         |     |
| Mistrzostwa świata          | 2017 | Sierra Nevada | slopestyle  | DNS     |                      |      |       |         |     |
| Mistrzostwa świata          | 2019 | Park City     | slopestyle  | 18.     |                      |      |       |         |     |
| Mistrzostwa świata          | 2023 | Bakuriani     | big air     | 13.     |                      |      |       |         |     |
| Mistrzostwa świata          | 2023 | Bakuriani     | slopestyle  | 25.     |                      |      |       |         |     |
| Mistrzostwa świata juniorów | 2007 | Bad Gastein   | big air     | 9.      |                      |      |       |         |     |
| Mistrzostwa świata juniorów | 2007 | Bad Gastein   | snowcross   | 33.     |                      |      |       |         |     |
| Mistrzostwa świata juniorów | 2010 | Cardrona      | big air     | 02 !    |                      |      |       |         |     |
| Mistrzostwa świata juniorów | 2010 | Cardrona      | slopestyle  | 02 !    |                      |      |       |         |     |